# Vrbnik
Vrbnik är en ort i Kroatien.   Den ligger i länet Gorski kotar, i den centrala delen av landet, 130 km sydväst om huvudstaden Zagreb. Vrbnik ligger 20 meter över havet och antalet invånare är 949. Den ligger på ön Krk.
Terrängen runt Vrbnik är kuperad åt sydväst, men åt nordost är den platt. Havet är nära Vrbnik åt nordost.  Närmaste större samhälle är Krk, 9,6 km sydväst om Vrbnik. 